# Ancourt
Pour les articles ayant des titres homophones, voir Hancourt et Hancourt (Marne).
Ancourt est une commune française située dans le département de la Seine-Maritime en région Normandie.

## Géographie

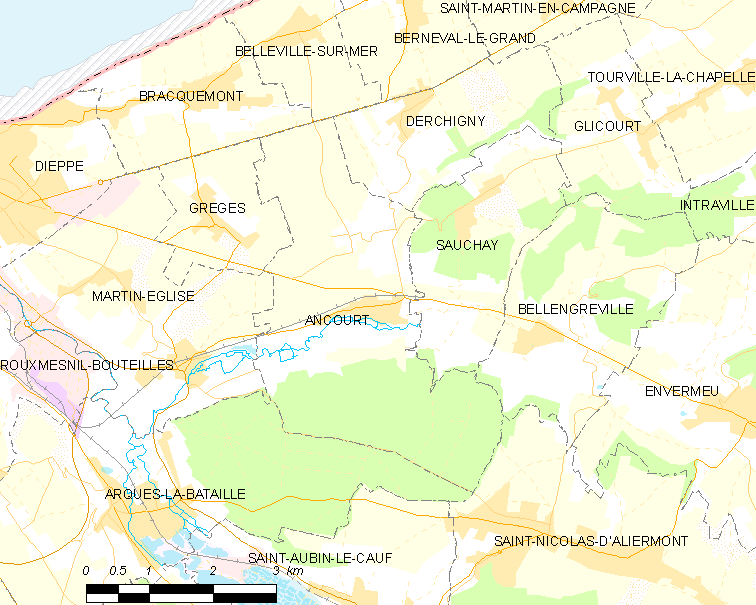
Carte de la commune.

Commune située dans le canton de Dieppe-2.

### Lieux-dits et hameaux
- Coquereaumont ;
- Heugueville ;
- le Pontrancart ;
- Moulin de Caitivel ;
- Moulin de la Folle ;
- Moulinl de la Pierre ;
- Moulin Dufour.

### Hydrographie
La commune est située dans le bassin Seine-Normandie. Elle est drainée par l'Eaulne, le cours d'eau 01 d'Heugueville et divers autres petits cours d'eau.
L'Eaulne, d'une longueur de 45 km, prend sa source dans la commune de Mortemer et se jette  dans l'Arques en limite des communes d'Arques-la-Bataille et de Martin-Église, après avoir traversé 19 communes. Les caractéristiques hydrologiques de l'Eaulne sont données par la station hydrologique située sur la commune. Le débit moyen mensuel est de 1,01 m3/s. Le débit moyen journalier maximum est de 10,3 m3/s, atteint lors de la crue du 1er avril 2001. Le débit instantané maximal est quant à lui de 7,3 m3/s, atteint le 11 mai 2001.
Un plan d'eau complète le réseau hydrographique : la mare des Champs (0,05 ha),.

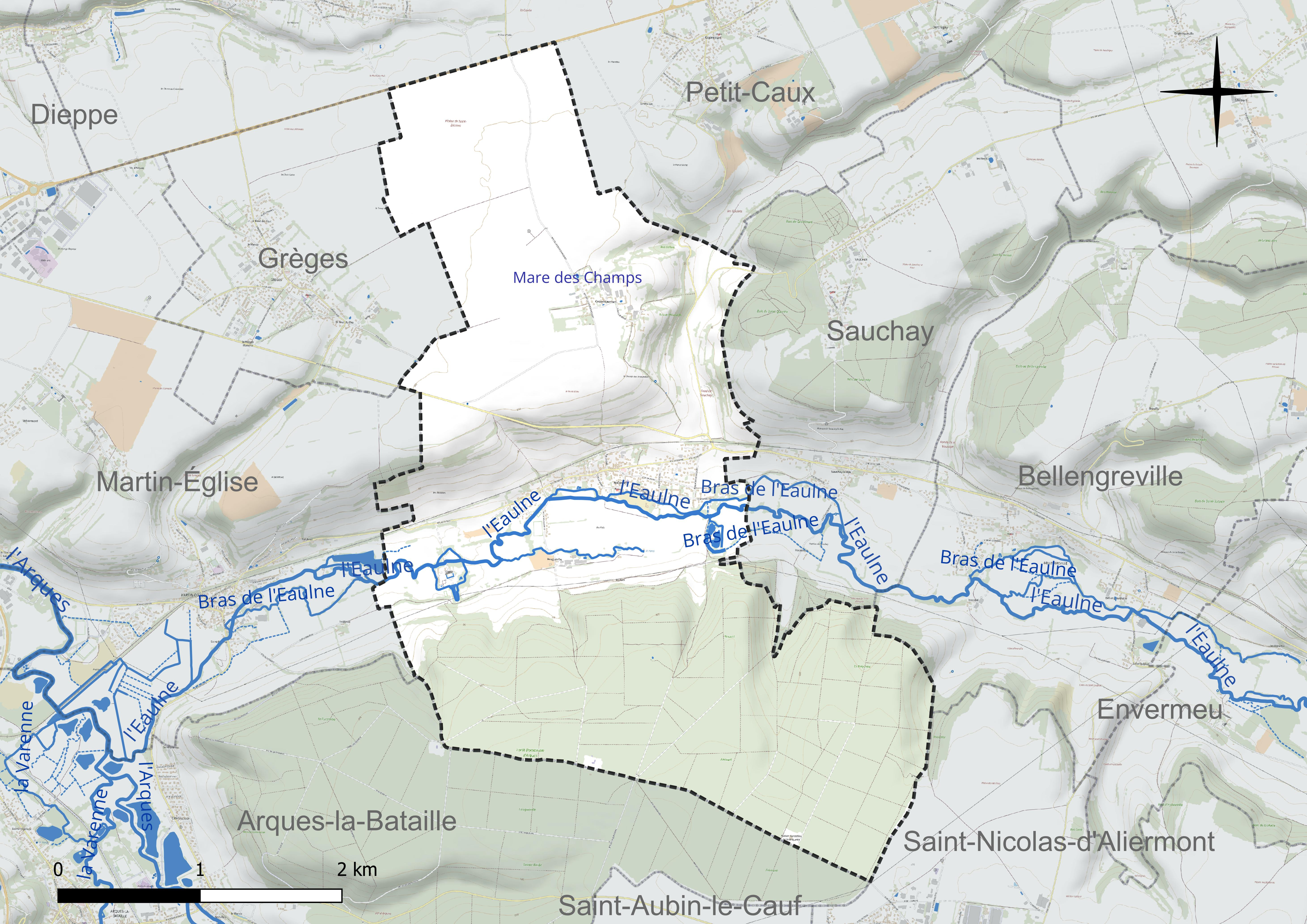
Réseau hydrographique d'Ancourt.

### Climat
Pour des articles plus généraux, voir Climat de la Normandie et Climat de la Seine-Maritime.
En 2010, le climat de la commune est de type climat océanique franc, selon une étude du CNRS s'appuyant sur une série de données couvrant la période 1971-2000. En 2020, Météo-France publie une typologie des climats de la France métropolitaine dans laquelle la commune est exposée à un climat océanique et est dans la région climatique Côtes de la Manche orientale, caractérisée par un faible ensoleillement (1 550 h/an) ; forte humidité de l’air (plus de 20 h/jour avec humidité relative > 80 % en hiver), vents forts fréquents. Parallèlement le GIEC normand, un groupe régional d’experts sur le climat, différencie quant à lui, dans une étude de 2020, trois grands types de climats pour la région Normandie, nuancés à une échelle plus fine par les facteurs géographiques locaux. La commune est, selon ce zonage, exposée à un « climat maritime », correspondant au Pays de Caux, frais, humide et pluvieux, légèrement plus frais que dans le Cotentin.
Pour la période 1971-2000, la température annuelle moyenne est de 10,9 °C, avec une amplitude thermique annuelle de 13,3 °C. Le cumul annuel moyen de précipitations est de 858 mm, avec 12,7 jours de précipitations en janvier et 8,2 jours en juillet. Pour la période 1991-2020, la température moyenne annuelle observée sur la station météorologique la plus proche, située sur la commune de Dieppe à 8 km à vol d'oiseau, est de 11,3 °C et le cumul annuel moyen de précipitations est de 805,2 mm,. Pour l'avenir, les paramètres climatiques de la commune estimés pour 2050 selon différents scénarios d'émission de gaz à effet de serre sont consultables sur un site dédié publié par Météo-France en novembre 2022.

## Urbanisme

### Typologie
Au 1er janvier 2024, Ancourt est catégorisée commune rurale à habitat dispersé, selon la nouvelle grille communale de densité à sept niveaux définie par l'Insee en 2022.
Elle est située hors unité urbaine. Par ailleurs la commune fait partie de l'aire d'attraction de Dieppe, dont elle est une commune de la couronne,. Cette aire, qui regroupe 62 communes, est catégorisée dans les aires de 50 000 à moins de 200 000 habitants,.

### Occupation des sols
L'occupation des sols de la commune, telle qu'elle ressort de la base de données européenne d’occupation biophysique des sols Corine Land Cover (CLC), est marquée par l'importance des territoires agricoles (59,1 % en 2018), une proportion sensiblement équivalente à celle de 1990 (58,9 %). La répartition détaillée en 2018 est la suivante : terres arables (38,5 %), forêts (37,9 %), prairies (20,7 %), zones urbanisées (3 %). L'évolution de l’occupation des sols de la commune et de ses infrastructures peut être observée sur les différentes représentations cartographiques du territoire : la carte de Cassini (XVIIIe siècle), la carte d'état-major (1820-1866) et les cartes ou photos aériennes de l'IGN pour la période actuelle (1950 à aujourd'hui).

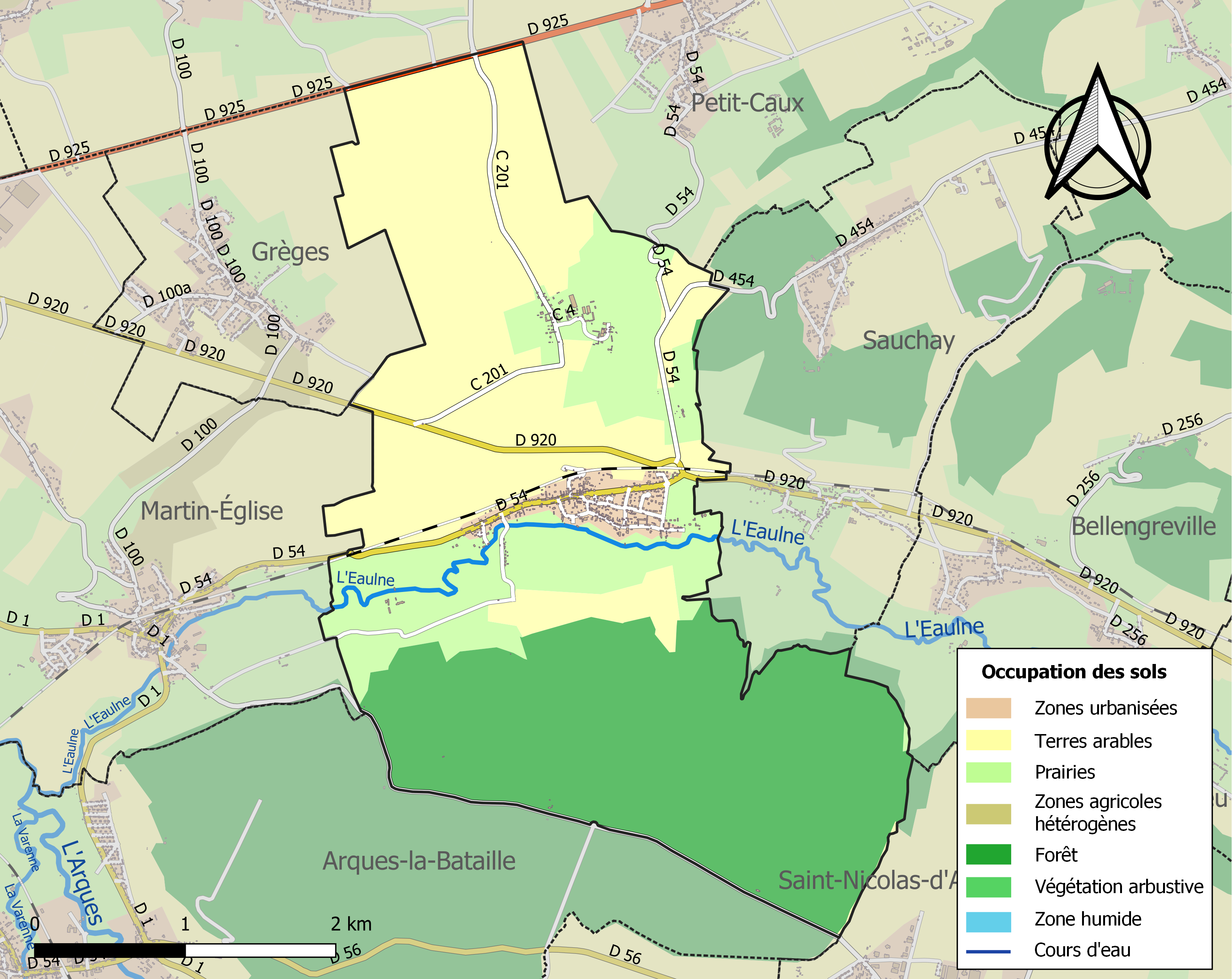
Carte des infrastructures et de l'occupation des sols de la commune en 2018 (CLC).

## Toponymie
Le nom de la localité est attesté sous la forme Aione Corte en 734, Aionecurte ou Aionecorte avant 830 (Gesta 50), Aencurt fin du XIIe siècle (Archives départementales de la Seine-Maritime, 7 H), Ecc. de Aiencort, 1223 (Arch. S.-M. 7 H 2019), Ayencort en 1230 (Arch. S.-M. 24 H), Aencuria en 1283 (Arch. S.-M. G. fds Chap.), Aencourt en 1431 (Longnon 40, 82) et en 1433 (Arch. S.-M. G 3268, 3269), Hospitale de Encuria en 1533 (Arch. S.-M. G 4), Ancour en 1715 (Frémont), Ancourt en 1757 (Cassini).

## Histoire
Le 10 février 1419, durant la guerre de Cent Ans, assiégée par les Anglais, la place forte de Pontrancard capitule. Elle sera démolie durant l'été 1433.

## Politique et administration
| Période                                  | Période                    | Identité           | Étiquette | Qualité                                                                                            |
| ---------------------------------------- | -------------------------- | ------------------ | --------- | -------------------------------------------------------------------------------------------------- |
| Les données manquantes sont à compléter. |                            |                    |           | |
| 1919                                     | 1945                       | Raoul Choffé       |           | Représentant de Commerce                                                                           |
| Les données manquantes sont à compléter. |                            |                    |           | |
| février 1988                             | juin 1995                  | Jacques Mangeon    | PCF       | Enseignant                                                                                         |
| juin 1995                                | mars 2014                  | Bernard Moisson    | SE        | Responsable d'atelier                                                                              |
| mars 2014                                | En cours (au 10 août 2020) | Christophe Louchel | SE        | Ingénieur Vice-président de la CA de la Région Dieppoise (2020 → ) Réélu pour le mandat 2020-2026, |

## Population et société

### Démographie

#### Évolution démographique
L'évolution du nombre d'habitants est connue à travers les recensements de la population effectués dans la commune depuis 1793. Pour les communes de moins de 10 000 habitants, une enquête de recensement portant sur toute la population est réalisée tous les cinq ans, les populations de référence des années intermédiaires étant quant à elles estimées par interpolation ou extrapolation. Pour la commune, le premier recensement exhaustif entrant dans le cadre du nouveau dispositif a été réalisé en 2004.

En 2022, la commune comptait 627 habitants, en évolution de −5,71 % par rapport à 2016 (Seine-Maritime : +0,35 %, France hors Mayotte : +2,11 %).
| 1793 | 1800 | 1806 | 1821 | 1831 | 1836 | 1841 | 1846 | 1851 |
| ---- | ---- | ---- | ---- | ---- | ---- | ---- | ---- | ---- |
| 474  | 511  | 514  | 454  | 524  | 533  | 592  | 482  | 476  |

| 1856 | 1861 | 1866 | 1872 | 1876 | 1881 | 1886 | 1891 | 1896 |
| ---- | ---- | ---- | ---- | ---- | ---- | ---- | ---- | ---- |
| 468  | 485  | 501  | 464  | 466  | 486  | 483  | 497  | 471  |

| 1901 | 1906 | 1911 | 1921 | 1926 | 1931 | 1936 | 1946 | 1954 |
| ---- | ---- | ---- | ---- | ---- | ---- | ---- | ---- | ---- |
| 495  | 498  | 498  | 459  | 475  | 466  | 479  | 474  | 516  |

| 1962 | 1968 | 1975 | 1982 | 1990 | 1999 | 2004 | 2006 | 2009 |
| ---- | ---- | ---- | ---- | ---- | ---- | ---- | ---- | ---- |
| 531  | 526  | 517  | 540  | 621  | 681  | 699  | 707  | 722  |

| 2014 | 2019 | 2022 | - | - | - | - | - | - |
| ---- | ---- | ---- | - | - | - | - | - | - |
| 685  | 630  | 627  | - | - | - | - | - | - |

#### Pyramide des âges
En 2018, le taux de personnes d'un âge inférieur à 30 ans s'élève à 27,2 %, soit en dessous de la moyenne départementale (36,5 %). À l'inverse, le taux de personnes d'âge supérieur à 60 ans est de 33,9 % la même année, alors qu'il est de 26,0 % au niveau départemental.
En 2018, la commune comptait 322 hommes pour 320 femmes, soit un taux de 50,16 % d'hommes, largement supérieur au taux départemental (48,10 %).
Les pyramides des âges de la commune et du département s'établissent comme suit.
| Hommes | Classe d’âge | Femmes |
| ------ | ------------ | ------ |
| 0,0    | 90 ou +      | 0,0    |
| 7,3    | 75-89 ans    | 8,6    |
| 25,9   | 60-74 ans    | 26,1   |
| 25,6   | 45-59 ans    | 24,2   |
| 13,9   | 30-44 ans    | 14,0   |
| 13,9   | 15-29 ans    | 10,2   |
| 13,3   | 0-14 ans     | 16,9   |

| Hommes | Classe d’âge | Femmes |
| ------ | ------------ | ------ |
| 0,7    | 90 ou +      | 1,8    |
| 6,7    | 75-89 ans    | 9,6    |
| 16,7   | 60-74 ans    | 18     |
| 19,4   | 45-59 ans    | 19     |
| 18,5   | 30-44 ans    | 17,5   |
| 19,2   | 15-29 ans    | 17,4   |
| 18,9   | 0-14 ans     | 16,7   |

## Culture locale et patrimoine

### Lieux et monuments

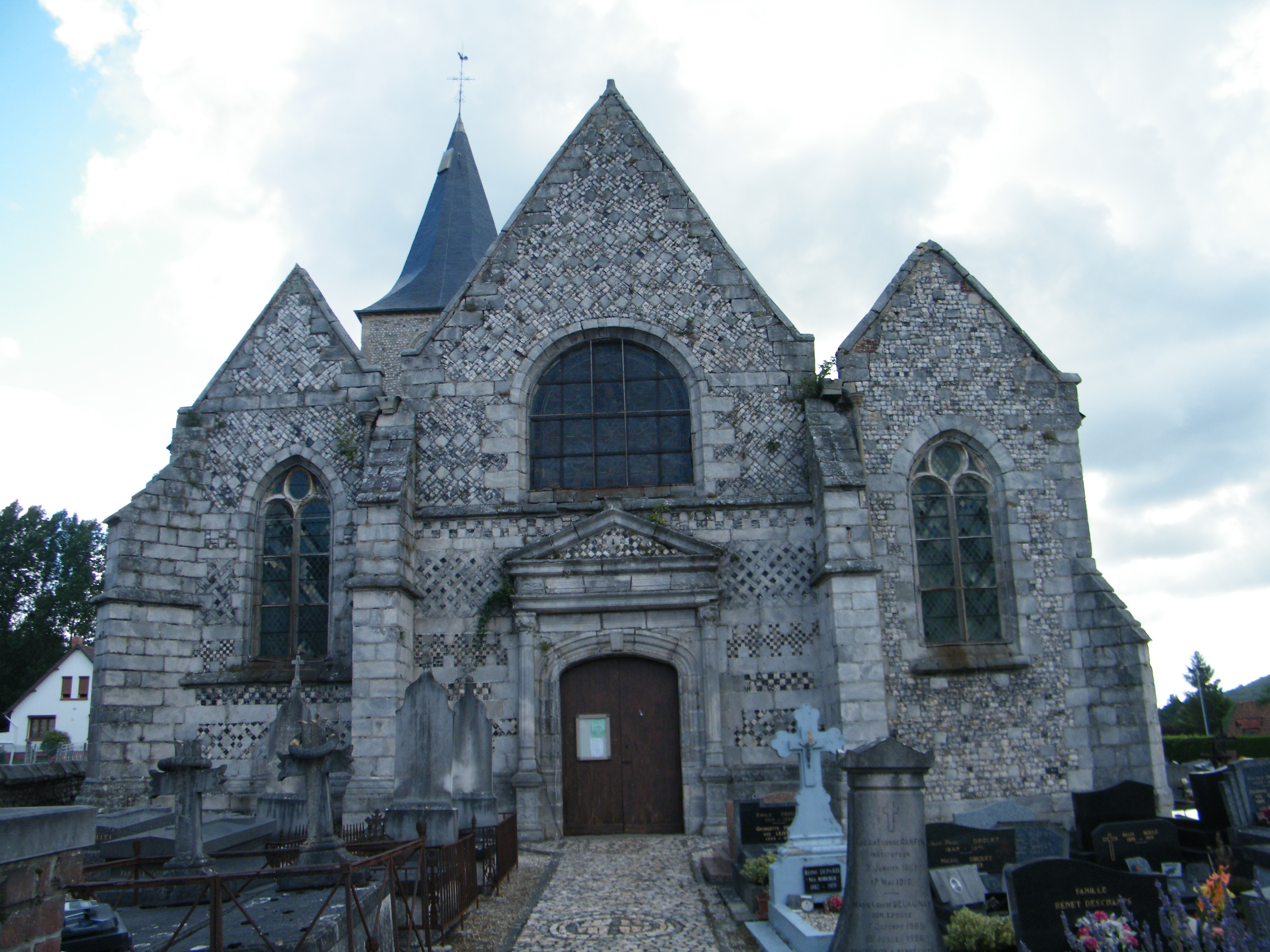
Église Saint-Saturnin.
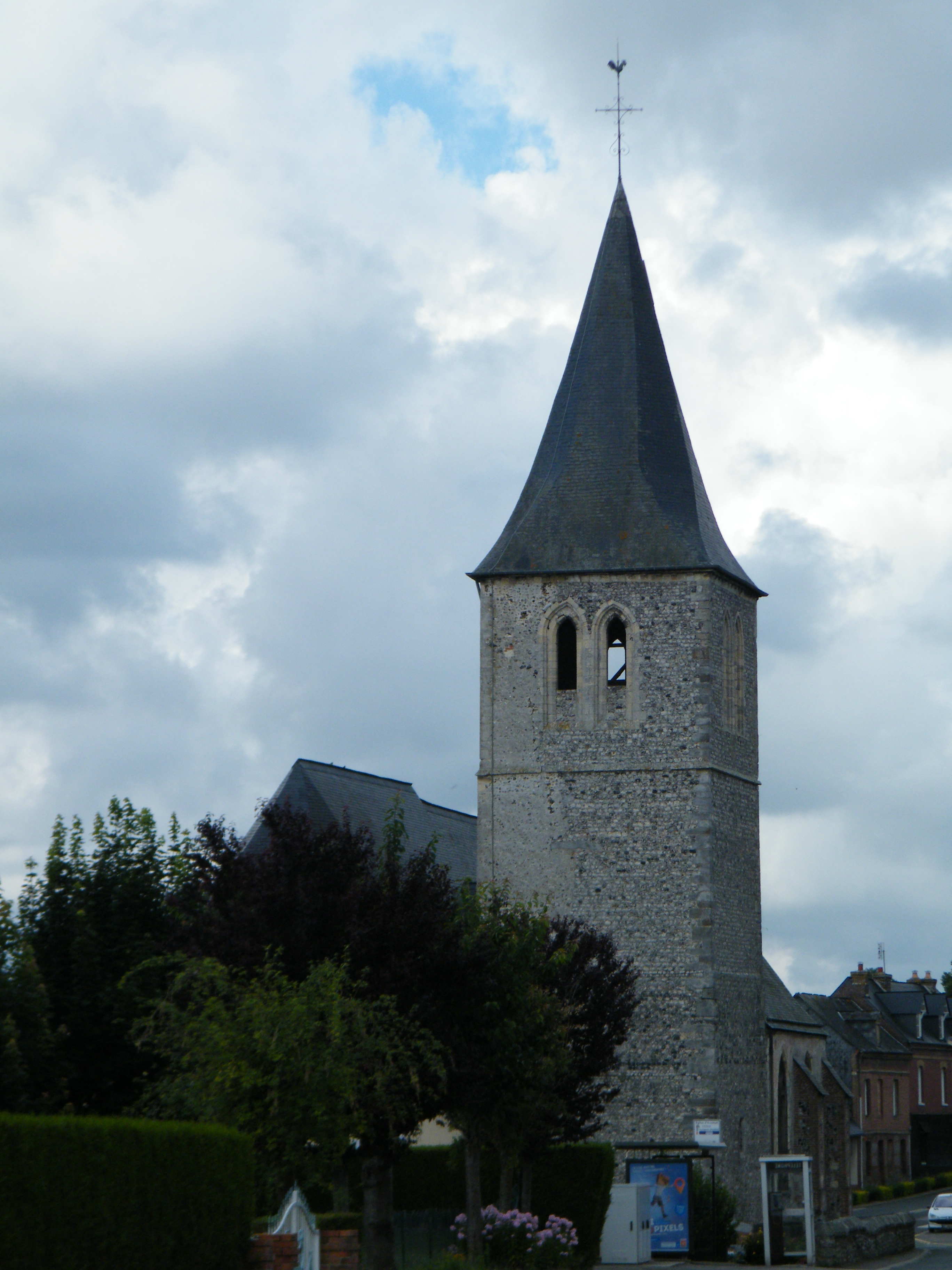
Vue du clocher.
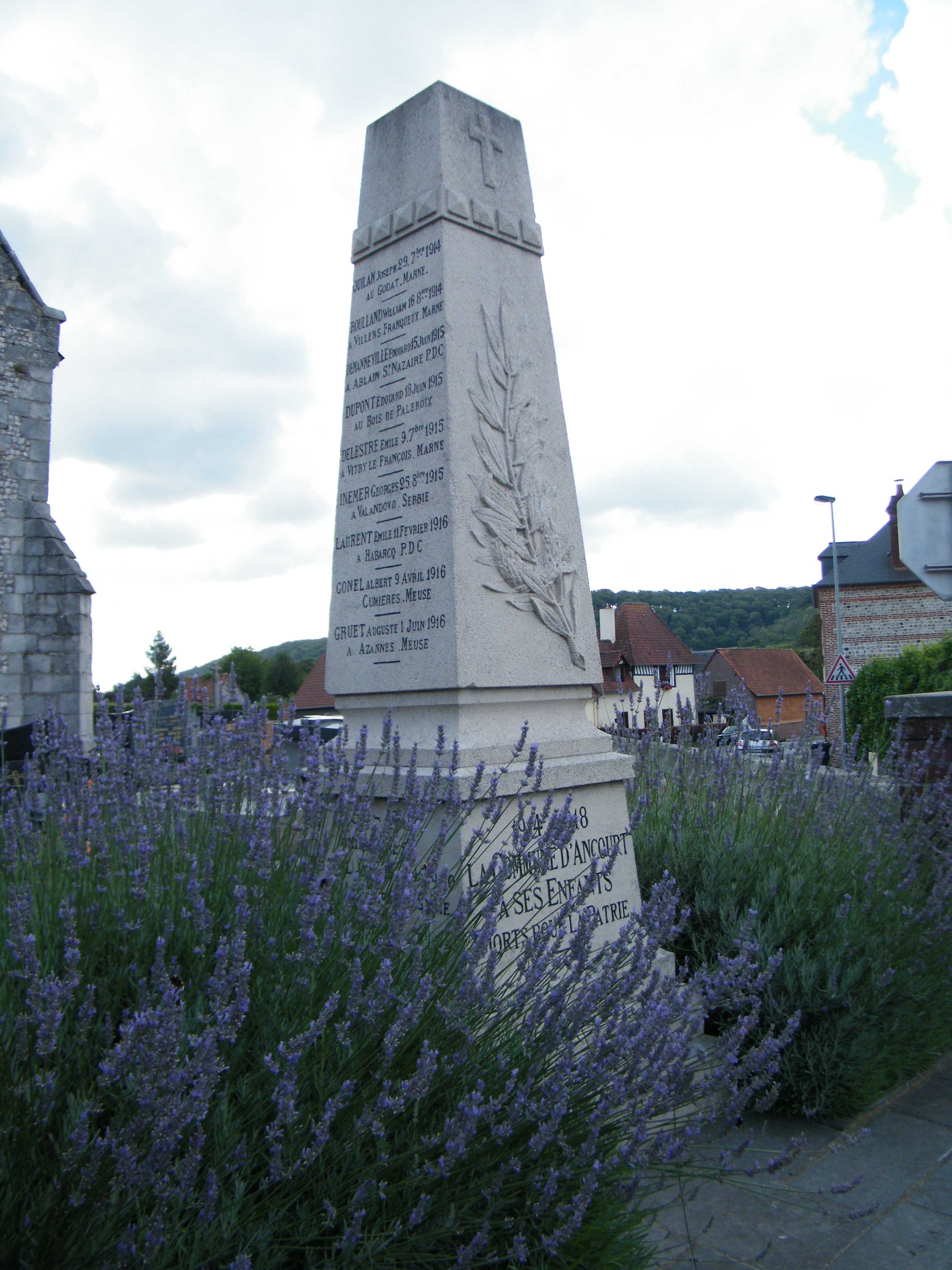
Monument aux morts.
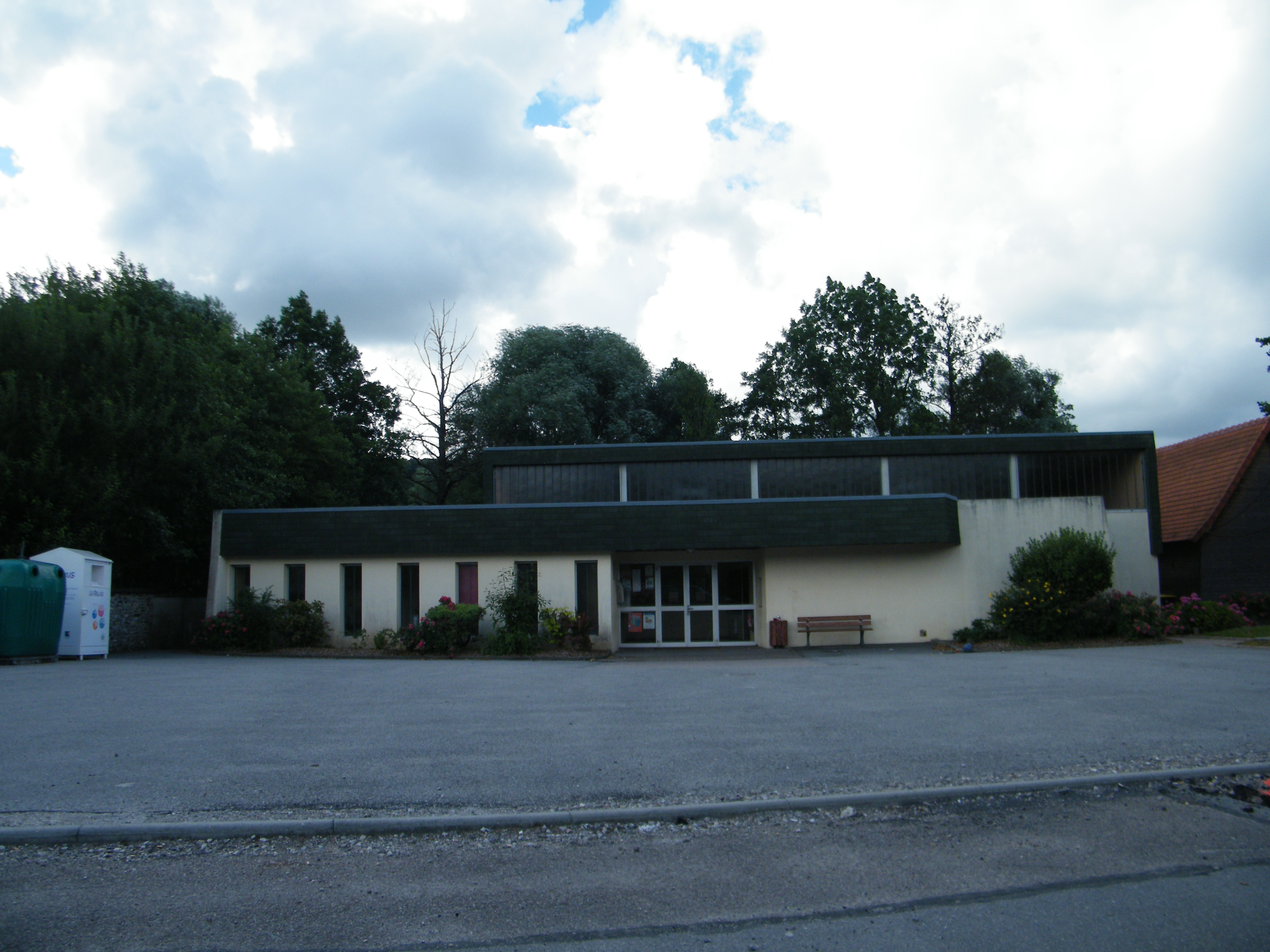
Salle communale.
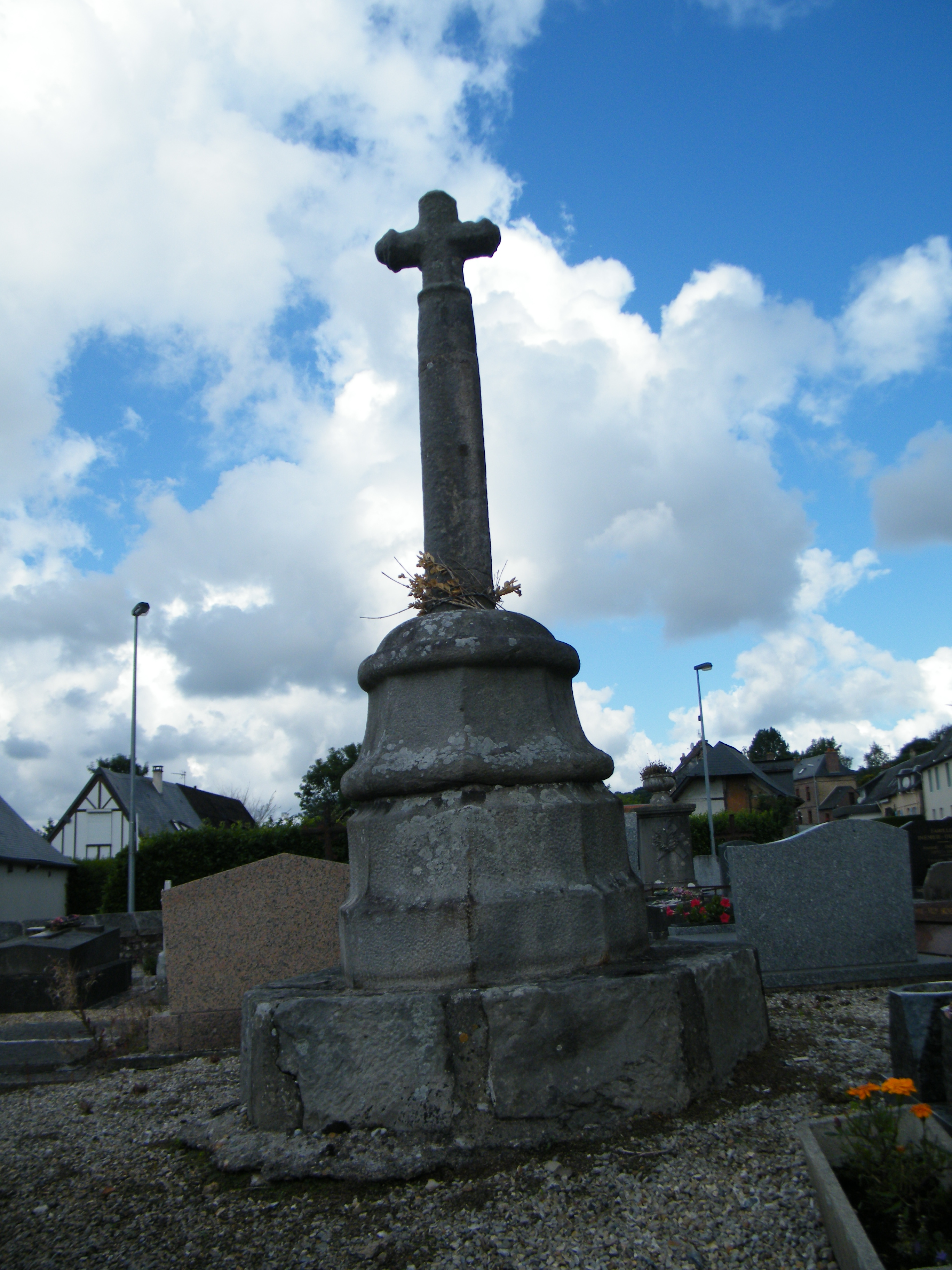
Calvaire près de l'église.

- L'église Saint-Saturnin renferme des vitraux du XVIe siècle restaurés au XIXe siècle.
- Le château de Pontrancart.
- Les vestiges d'une motte castrale fossoyée près de l'église, sur le bord de l'Eaulne[29].